# Колядко, Виктор Андреевич
Ви́ктор Андре́евич Коля́дко (род. 28 июля 1957, Ростов-на-Дону) — советский футболист и российский футбольный тренер, играл на позиции нападающего. Мастер спорта СССР.

## Биография
Выступал за «Терек», СКА (Одесса), днепропетровский «Днепр», «Металлург» из города Запорожье. В Высшей лиге СССР выступал за московские ЦСКА и «Спартак».
Во 2-й половине 1990 года уехал играть в чехословацкую «Жилину», где за 2 года забил 5 мячей в первенстве 2-й лиги.
В 1992 вернулся в Москву, играл в мини-футбольных командах.
С 1996 года — тренер.